# Горња Брела
Горња Брела су насељено место у саставу општине Брела, Сплитско-далматинска жупанија, Република Хрватска.

## Историја
До територијалне реорганизације у Хрватској налазила су се у саставу старе општине Макарска.

## Становништво
На попису становништва 2011. године, Горња Брела су имала 128 становника.
| Број становника по пописима | Број становника по пописима | Број становника по пописима | Број становника по пописима | Број становника по пописима | Број становника по пописима | Број становника по пописима | Број становника по пописима | Број становника по пописима | Број становника по пописима | Број становника по пописима | Број становника по пописима | Број становника по пописима | Број становника по пописима | Број становника по пописима | Број становника по пописима |
| --------------------------- | --------------------------- | --------------------------- | --------------------------- | --------------------------- | --------------------------- | --------------------------- | --------------------------- | --------------------------- | --------------------------- | --------------------------- | --------------------------- | --------------------------- | --------------------------- | --------------------------- | --------------------------- |
| 1857                        | 1869                        | 1880                        | 1890                        | 1900                        | 1910                        | 1921                        | 1931                        | 1948                        | 1953                        | 1961                        | 1971                        | 1981                        | 1991                        | 2001                        | 2011                        |
| 184                         | 0                           | 205                         | 232                         | 243                         | 298                         | 0                           | 385                         | 430                         | 472                         | 456                         | 383                         | 248                         | 201                         | 153                         | 128                         |

Напомена: У 1869. и 1921. подаци су садржани у насељу Брела.

### Попис1991.
На попису становништва 1991. године, насељено место Горња Брела је имало 201 становника, следећег националног састава:
| Попис 1991.‍  | Попис 1991.‍  | Попис 1991.‍ | Попис 1991.‍ | Попис 1991.‍ |
| ------------ | ------------ | ----------- | ----------- | ----------- |
|              |              |             |             |             |
| Хрвати       | Хрвати       |             | 193         | 96,01%      |
| Југословени  | Југословени  |             | 4           | 1,99%       |
| Словенци     | Словенци     |             | 1           | 0,49%       |
| неопредељени | неопредељени |             | 1           | 0,49%       |
| непознато    | непознато    |             | 2           | 0,99%       |
| укупно: 201  |              |             |             |             |